# Rockville (Maryland)
Rockville é uma cidade localizada no estado americano de Maryland, no Condado de Montgomery. Foi fundada em 1803, e incorporada em 1860.

## Geografia
De acordo com o United States Census Bureau, a cidade tem uma área de 35,1 km², onde 35 km² estão cobertos por terra e 0,2 km² por água.

### Localidades na vizinhança
O diagrama seguinte representa as localidades num raio de 8 km ao redor de Rockville.

## Demografia
Segundo o censo nacional de 2010, a sua população é de 61 209 habitantes e sua densidade populacional é de 1 749,29 hab/km². É a terceira cidade mais populosa do estado. Possui 25 199 residências, que resulta em uma densidade de 720,16 residências/km².